# Fernmittenhausen

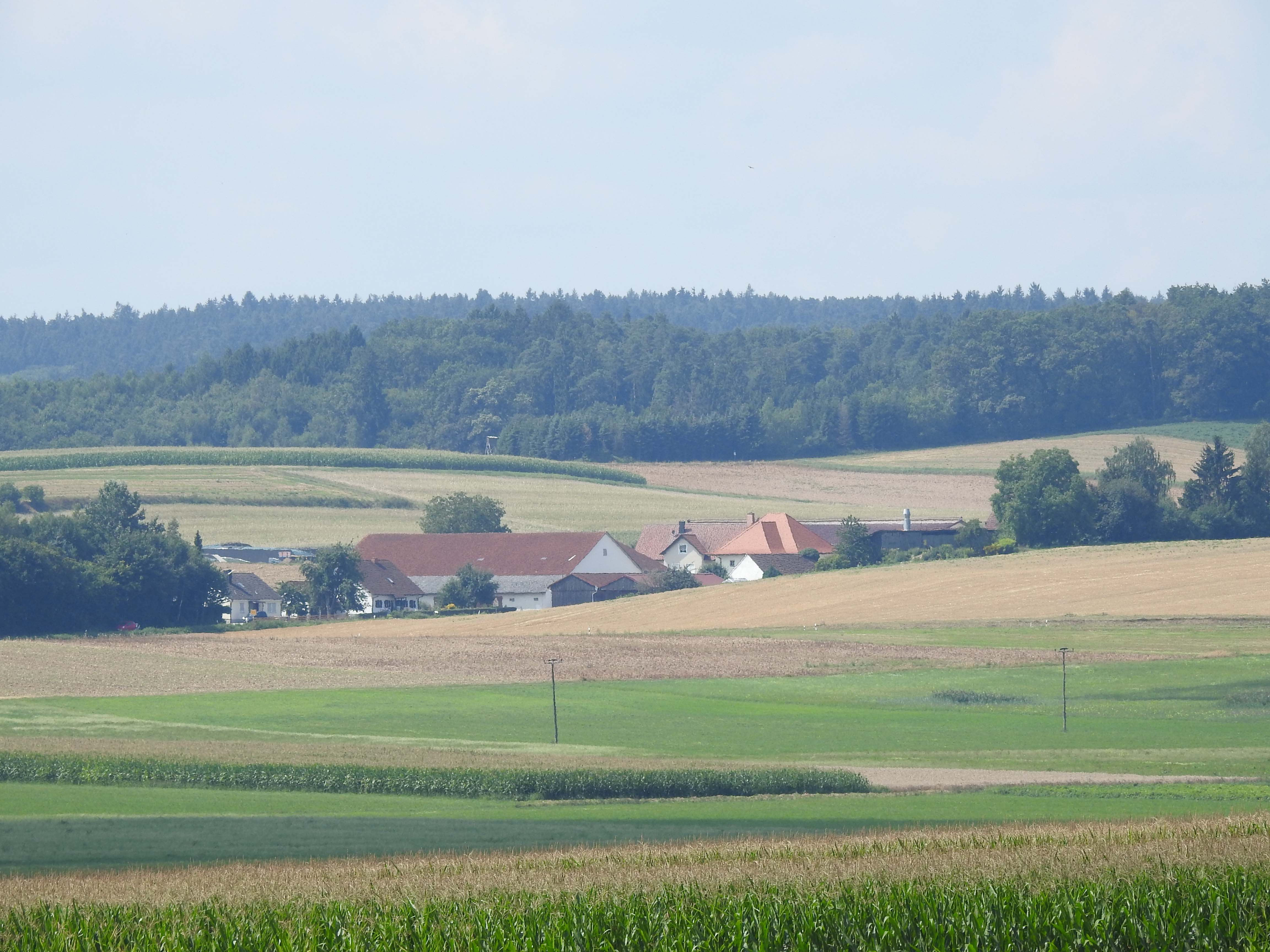
Fernmittenhausen von Nordosten

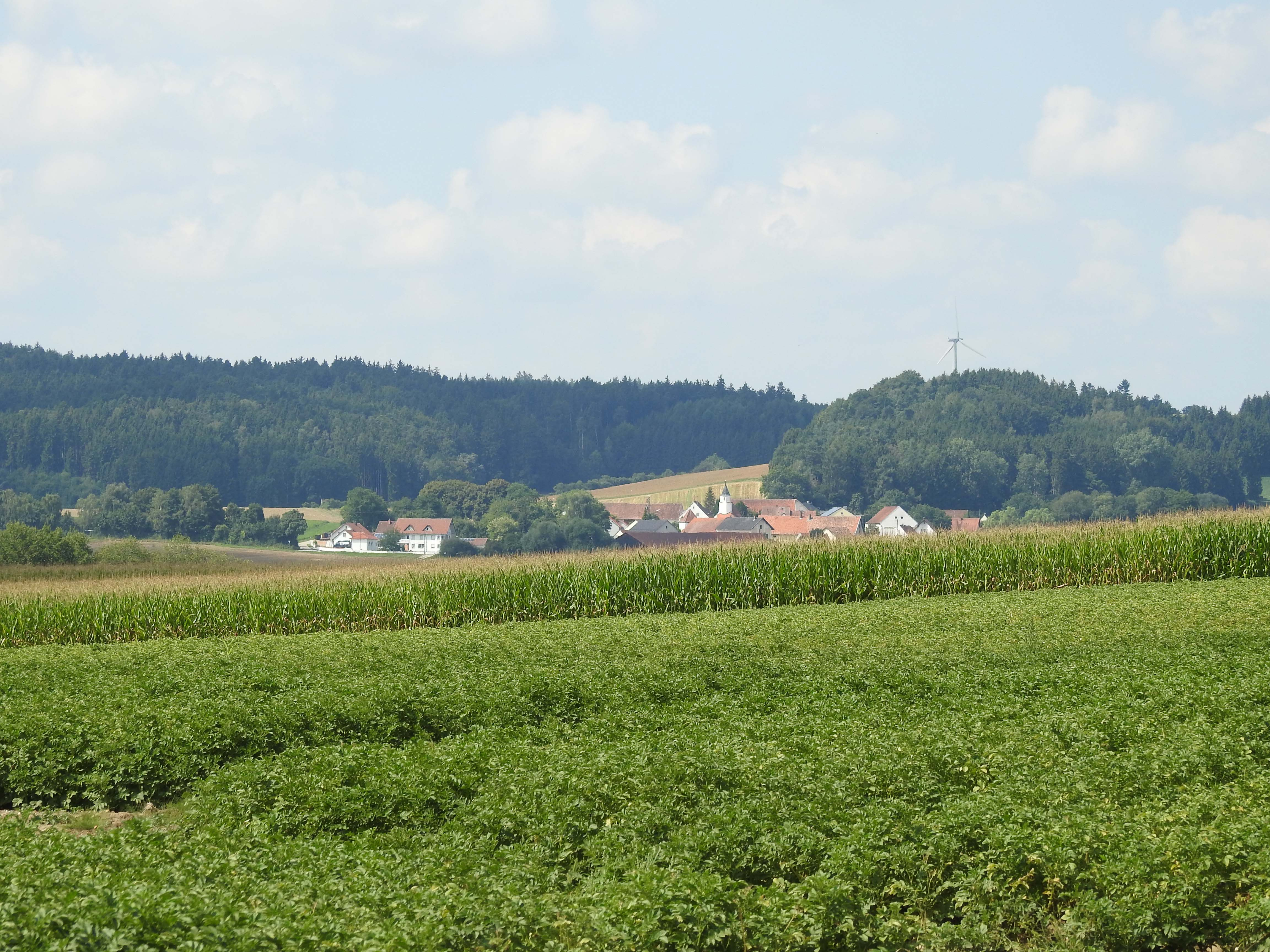
Nähermittenhausen von Osten

Fernmittenhausen ist ein Gemeindeteil der Gemeinde Ehekirchen und eine Gemarkung im oberbayerischen Landkreis Neuburg-Schrobenhausen.

## Geographie

### Lage
Das Kirchdorf Fernmittenhausen liegt nördlich von Ehekirchen in den tertiären Höhen der Aindlinger Terrassentreppe. Naturräumlich gehört es zur Donau-Iller-Lech-Platte, die wiederum Teil des Alpenvorlandes ist, eine der Naturräumlichen Haupteinheiten Deutschlands.
Auf der Gemarkung Fernmittenhausen liegen außer dem gleichnamigen Kirchdorf auch noch das Kirchdorf Nähermittenhausen und die Einöde Heilig Geistmühle. Fernmittenhausen hat 40 und Nähermittenhausen 49 Einwohner (Dezember 2022).
Nähermittenhausen liegt etwas nördlich, ist nahezu verschmolzen mit Fernmittenhausen, die Heilig-Geist-Mühle nordöstlich von Fernmittenhausen an einem linken Nebenfluss des Längenmühlbachs, der gegenüber von Bergheim in die Donau mündet.
Verkehrstechnisch liegt Fernmittenhausen direkt westlich der Kreuzung der nordöstlich-südwestlich verlaufenden Staatsstraße 2035 von Neuburg an der Donau nach Augsburg und der nordwestlich-südöstlich verlaufenden Staatsstraße 2050 von der Bundesstraße 16 beim Burgheimer Ortsteil Straß nach Schrobenhausen.

### Nachbarorte
Die Nachbarorte sind im Nordwesten die Burgheimer Ortsteile Längloh und Dezenacker, im Norden der Oberhausener Ortsteil Sinning, im Nordosten die Rohrenfelser Ortsteile Isenhofen und Baiern, im Osten Hollenbach und im Süden Seiboldsdorf, Anderhof, Kagerhof und Ambach.

## Geschichte
Mittenhausen hieß ursprünglich Wittenhusen, also Häuser des Wittiko. Die Schreibweisen waren Wittichinhusen, Wittichhusen, Großmyttenhausen und Kleinmyttenhausen, Verrer Wittenhausen und Nähener Wittenhausen, Ferrermüttenhausen und Nahener Müttenhausen, Mittenhausen das Fernere und Mittenhausen das Nähere. Ab 1850 setzte sich die heutige Schreibweise durch.
Die erste Erwähnung Mittenhausens ist für 1214 überliefert, als Hermann von Arbon, Angehöriger eines reichen Ministerialengeschlechts der Konstanzer Bischöfe, einen Hof vom Marschall Heinrich von Kalendin zu Lehen besaß. Ferner sind als Hofbesitzer ein Albero und ein Cunrat erwähnt.
Die Heilig-Geist-Mühle wurde 1803 als Schleifmühle errichtet, 1806 wurde sie eine Mahlmühle und 1920 wurde sie stillgelegt.
Zwischen den beiden Dörfern befindet sich der Rinzenweiher.
Bis zum 1. Juli 1972 gehörte die selbstständige Gemeinde Fernmittenhausen mit ihren Gemeindeteilen Nähermittenhausen und Heilig-Geist-Mühle zum Landkreis Neuburg an der Donau und fiel dann im Zuge der Gebietsreform in Bayern an den vergrößerten Landkreis Neuburg an der Donau, der am 1. Mai 1973 den jetzt gültigen Namen Landkreis Neuburg-Schrobenhausen erhielt. Am 1. Mai 1978 wurde der Ort in die Gemeinde Ehekirchen eingemeindet.

## Baudenkmäler
Die katholische Filialkirche Sankt Michael in Fernmittenhausen gehört zur Pfarrei Sankt Quirinus im benachbarten Hollenbach (jetzt Pfarreiengemeinschaft Ehekirchen). Der Turm und die östliche Hälfte des Schiffes stammen von 1200, der westliche Teil von 1764.
Die katholische Filialkirche Sankt Sebastian in Nähermittenhausen gehört ebenfalls zur Pfarrei Hollenbach (Pfarreiengemeinschaft Ehekirchen). Der Kern des Mauerwerks stammt aus dem 14. Jahrhundert, Dach und Turmabschluss wurden im Dreißigjährigen Krieg beschädigt und danach wieder aufgebaut.
Weitere Baudenkmäler sind das einmalige Bauernhaus in Fernmittenhausen Nummer 31, ein eineinhalbgeschossiger Satteldachbau mit Zwerchgiebel aus dem Ende 19. Jahrhundert sowie eine Wegkapelle am westlichen Ortsrand von Nähermittelhausen (kleiner Satteldachbau, 19. Jahrhundert).